# Pandemia di COVID-19 in Guyana
Il primo caso della pandemia di COVID-19 in Guyana è stato confermato l'11 marzo 2020, si trattava di una donna 52enne che tornava da New York e che soffriva di patologie pregresse quali diabete ed ipertensione, deceduta all'ospedale pubblico di Georgetown.

## Antefatti
Il 12 gennaio 2020, l'Organizzazione mondiale della sanità (OMS) ha confermato che un nuovo coronavirus era la causa di una malattia respiratoria in un gruppo di persone nella città di Wuhan, nella provincia cinese di Hubei, dato che è stato riferito all'OMS il 31 dicembre 2019.
Il tasso di mortalità per COVID-19 è stato molto più basso della SARS del 2003, ma la trasmissione è stata significativamente maggiore, portando ad un bilancio totale delle vittime più alto.

## Cronologia

### 2020
Dopo la conferma e il decesso del primo caso dell'11 marzo 2020 di cui sopra e la conferma di altri 3 casi il 14 marzo, tra i primi provvedimenti nel Paese vi è stata la chiusura di tutte le scuole e la chiusura dello spazio aereo guyanese a tutti gli arrivi internazionali il 19 marzo e la limitazione o sospensione delle attività delle corti guyanesi il 23 marzo. Dal 25 marzo sono stati effettuati test diagnostici per la COVID-19 solo a chi arrivava dall'estero o a chi aveva i sintomi della malattia, grazie alla consegna di 700 kit per i test e 400 di screening da parte della OPAS (a cui dal 19 aprile si sono aggiunti altri 7000 test). La Corte penale internazionale ha rimandato le udienze relative alla zona contesa con il Venezuela (Guayana Esequiba) al 30 giugno 2020, quando il Venezuela comunque non si è presentato sostenendo che la CPI non avesse giurisdizione.
Al 1º aprile, nel Paese erano stati effettuati 52 test, di cui 12 positivi e con 2 decessi con COVID-19. Il 2 aprile, il presidente David Granger ha annunciato la chiusura di bar, ristoranti e altri luoghi d'intrattenimento tra le 18 e le 6 (coprifuoco nazionale), mentre i servizi essenziali continuavano ad essere attivi con un orario ridotto. Dal 9 aprile hanno chiuso gli uffici postali e l'Unione europea ha annunciato la donazione di 8 milioni di euro ai Paesi caraibici tra cui Guyana per la lotta alla COVID-19, nell'ambito della CARPHA. All'11 aprile, vi erano 4 strutture per la quarantena, con un totale di 254 posti. Il 21 aprile, Suriname e Guyana hanno deciso di consentire il commercio legittimo sul fiume Corentyne, che segna il confine tra i Paesi e che era stato chiuso, provocando la carenza di cibo e carburante nei villaggi amerindi, Orealla e Siparuta. Il 30 aprile, ExxonMobil ha donato circa 300.000 dollari USA in aiuti al Paese.
Al 1º maggio, si erano registrati 82 casi e 9 morti. Al 6 maggio, erano stati effettuati 714 test. 10 guyanesi sono stati arrestati per aver tentato di entrare illegalmente in Brasile e messi in quarantena. Il 20 maggio, 8 membri della Guardia presidenziale risultarono positivi alla COVID-19.
Dopo un leggero calo dei casi attivi a giugno, ad agosto 2020 si è verificato un significativo aumento dei contagi nel Paese, con il presidente Irfaan Ali che si è rivolto in un discorso al Paese e alcune fonti che descrivevano il Paese come vicino ad un collasso del sistema ospedaliero. Il 18 agosto, 17 persone sono state arrestate per aver violato le restrizioni ad un bar. Al 1º settembre 2020, i casi confermati nel Paese erano stati 1382: durante lo stesso mese si è raggiunto il picco dell'ondata, seguito da un lento calo dei casi attivi fino a gennaio 2021, a cui è seguito, da aprile, un forte aumento dei contagi fino a fine maggio 2021, quando si è raggiunto il massimo numero di casi attivi nel Paese, seguito da un calo e da un nuovo aumento a settembre 2021. Le vaccinazioni anti COVID-19 nel Paese sono iniziate l'11 febbraio 2021, con la prima delle 3000 dosi di vaccino Astrazeneca donate da Barbados, e all'8 settembre 2021 il 21% della popolazione è completamente vaccinato e il 19% ha ricevuto una dose.

## Andamento dei contagi
Template:COVID-19 pandemic data/Guyana medical cases chart